# آمتوسور
آمتوسور (نام علمی: Amtosaurus magnus) نام یک گونه از راسته پرنده‌کفلان است.